# 작은살찐생쥐
작은살찐생쥐(Steatomys parvus)는 붉은숲쥐과에 속하는 설치류의 일종이다. 앙골라와 보츠와나, 에티오피아, 케냐, 모잠비크, 나미비아, 남수단, 탄자니아, 우간다, 잠비아, 짐바브웨에서 발견된다. 자연 서식지는 아열대 또는 열대 기후 지역의 건조 관목 지대와 건조 저지대 초원이다. 모래 지역과 경작지, 바위 구릉 지대, 열린 삼림 지대 그리고 초원 평야를 좋아한다. 굴의 깊이는 최소 40cm와 1m 사이이다. 굴은 좁은 통로와 섬유질과 풀로 채워진 중앙의 방을 포함하고 있다.